# Kaskeleng
Kaskeleng (kaz. Қаскелең; ros. Каскелен, Kaskelen) – miasto w Kazachstanie położone w obwodzie ałmackim w 10 km od granic miasta Ałmaty. 64 165 mieszkańców (2021). Siedziba władz rejonu Karasaj.

## Historia
W 1854 roku na miejscu współczesnego Kaskelengu został utworzony kozacki posterunek. W drugiej połowie XIX wieku do tego miejsca przesiedlały się całymi rodzinami rosyjscy chłopi. Osada nosiła najpierw nazwę Lubownyj, następnie – stanica Lubowinskaja i Lubawinskaja, która wchodziła w skład większej stanicy Bolsze-Ałmatinskaja. W latach 1866–1867 wybudowano tu drewnianą cerkiew. 8 maja 1887 r. miało miejsce trzęsienie ziemi, które zniszczyło 57 kamiennych i 170 drewnianych budowli. W 1901 r. miejscowi kozacy wysłali do Kozackiego Wojska Siedmiorzecza wniosek o utworzenie samodzielnej stanicy i o zmianę nazwy na Kaskeleng (po nazwie rzeki). Od 1918 do 1929 roku – wieś Trocki. Od 1929 do 1963 – wieś Kaskeleng. Od 1963 – miasto Kaskeleng, siedziba władz rejonu.

## Przemysł w Kaskelengu
W mieście funkcjonuje cegielnia, mleczarnia, fabryki słodyczy, styropianu, papieru toaletowego i serwetek.